# 1256 Normannia
Normannia (asteróide 1256) é um asteróide da cintura principal com um diâmetro de 69,22 quilómetros, a 3,565664 UA. Possui uma excentricidade de 0,0843713 e um período orbital de 2 806,92 dias (7,69 anos).
Normannia tem uma velocidade orbital média de 15,09323151 km/s e uma inclinação de 4,18028º.
Esse asteróide foi descoberto em 8 de Agosto de 1932 por Karl Reinmuth.